# 菜单键

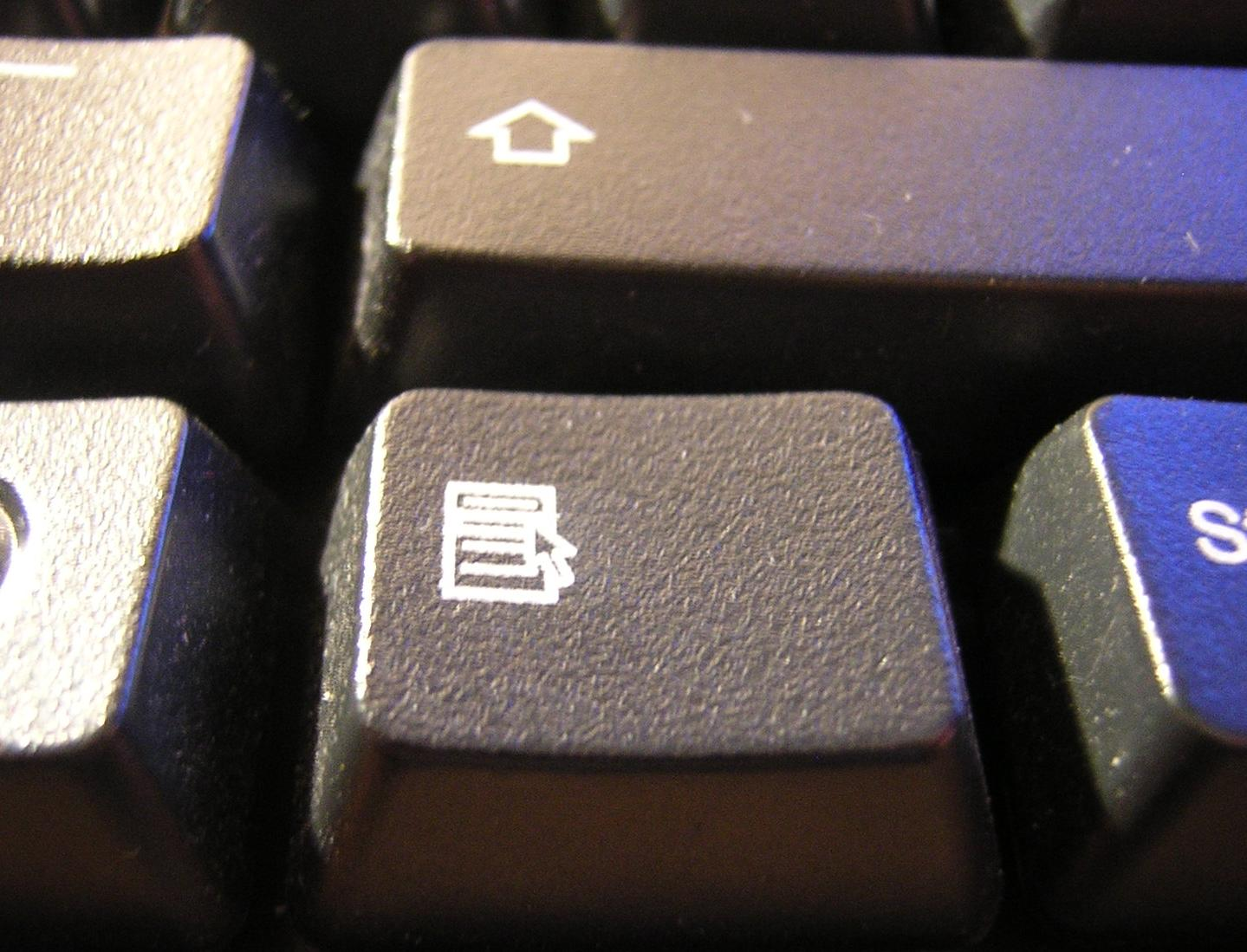
菜單鍵

計算機中，“菜單鍵”或稱“應用程序鍵”（Application key），是微軟Windows式計算機鍵盤上的一個按鍵。這個按鍵一般位于鍵盤右側，在右控制鍵和Windows键（或位于右控制鍵和右转换键）之間，主要功能為通過鍵盤，而不是鼠標右鍵，彈出相關。菜單鍵和Windows鍵是同時發明的，它的標誌是一個鼠標游標懸停在其上方的菜單。
一些Windows公共終端機為防止使用者使用右擊功能，因此不在鍵盤上設菜單鍵。然而在許多Windows應用程序中，通過快捷鍵⇧ Shift+F10或Ctrl+⇧ Shift+F10，亦可喚起相似的功能。